# Sherry Stringfield
Sherry Lea Stringfield (* 24. Juni 1967 in Colorado Springs, Colorado) ist eine US-amerikanische Schauspielerin. Sie ist vor allem bekannt für ihre Rolle als Dr. Susan Lewis in der Krankenhausserie Emergency Room – Die Notaufnahme in den Jahren 1994–1996, 2001–2005 und 2009, aber auch für die der Laura Michaels in der ersten Staffel (1993–1994) der Krimiserie New York Cops – NYPD Blue. Für ersteres wurde sie dreimal für den Emmy und zweimal für den Golden Globe Award nominiert. Zusammen mit dem Ensemble von Emergency Room gewann sie 1996 und 1997 jeweils einen Screen Actors Guild Award. Ihr Schaffen umfasst mehr als 30 Film- und Fernsehproduktionen.

## Filmografie (Auswahl)
- 1989–1992: Springfield Story (Fernsehserie)
- 1993–1994: New York Cops – NYPD Blue (NYPD Blue, Fernsehserie, 14 Folgen)
- 1994–1996, 2001–2005, 2009: Emergency Room – Die Notaufnahme (ER, Fernsehserie, 142 Folgen)
- 1998: Studio 54
- 1999: Skrupellos gehandelt – Babies gegen Bares (Border Line)
- 1999: Ein Hauch von Himmel (Touched By An Angel, Fernsehserie)
- 1999: Es begann im September (Autumn in New York)
- 2008: In Plain Sight – In der Schusslinie (In Plain Sight, Fernsehserie, Folge 1x05)
- 2008: Law & Order (Fernsehserie, Folge 19x07)
- 2010: Wer ist Clark Rockefeller? (Who is Clark Rockefeller?)
- 2011: Was auch geschehen mag (The Shunning)
- 2011: Born to Race
- 2013: The Confession (Fernsehfilm)
- 2013: CSI: Vegas (CSI: Crime Scene Investigation, Fernsehserie, Folge 14x08)
- 2014: Under the Dome (Fernsehserie, 9 Folgen)
- 2016–2017: Criminal Minds: Beyond Borders (Fernsehserie, 4 Folgen)
- 2022: Burnzy's Last Call